# Putevi Srbije

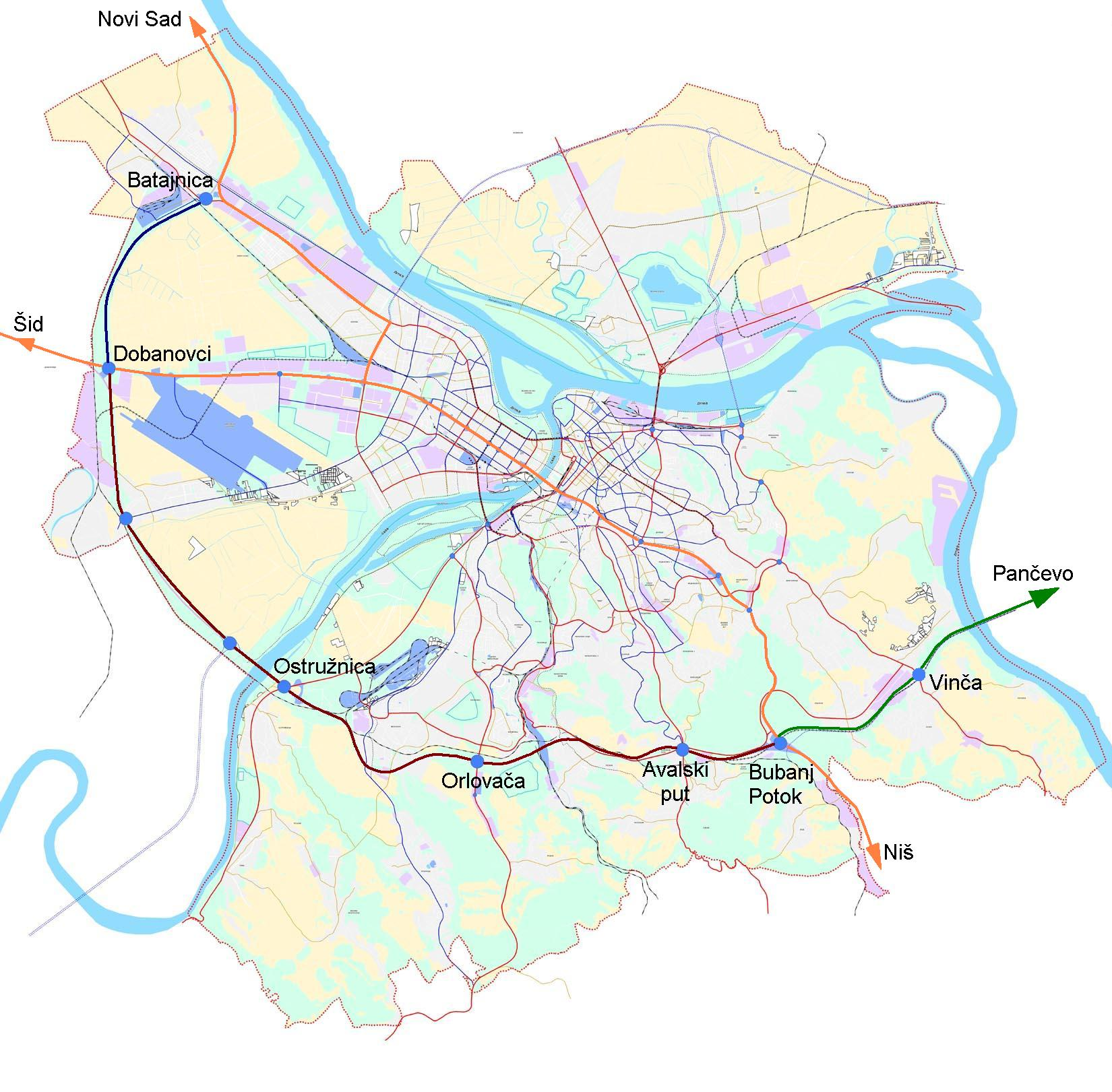
Belgrader Ringautobahn & Umfahrung

Putevi Srbije (deutsch: Serbische Autobahnen) ist eine serbische Autobahn-Betreibergesellschaft.
Das Unternehmen Putevi Srbije ist  für die Wartung, den Schutz, die Nutzung, die Entwicklung und die Verwaltung der serbischen Autobahnen und regionalen Straßen, der Republik Serbien verantwortlich.
Das Unternehmen plant auch den Bau weiterer Autobahnen und die Verbesserung des Straßennetzes. Die Autobahnen E70 (Zagreb – Belgrad) und E75 (Belgrad – Skopje) wurden in der Zeit Jugoslawiens erbaut (Autoput). Die Autobahn E75 (Belgrad – Budapest) wurde später erweitert.

## Geplante Autobahnen
- Požega–Boljare
- Novi Sad–Loznica
- Pančevo–Vatin
- Kruševac–Kotroman
- Niš-Merdare

## Bereits umgesetzte Pläne
Viele Brücken, Straßen und Umfahrungen sind in der Republik Serbien in den Letzten Jahren erbaut worden.

### Belgrader Ringautobahn
Der Großteil der Belgrader Ringautobahn ist bereits erbaut. Die Umfahrung ist sehr vorteilhaft, da sie die Transportzeit und Reisezeit vieler LKW und PKW sehr stark verkürzt.

### Mehrspurige Brücken auf der E-763
Die E-763 in Zlatibor ist einer der wichtigsten Landstraßen Serbiens, da sie an die Adria nach Montenegro führt. Sie ist auch Teil der geplanten Autobahn Požega–Boljare.

### Autobahn Niš – Sofia
Ein Teil der geplanten serbischen Autobahn von Niš nach Sofia (E80) wurde schon erbaut und soll einer der wichtigsten Autobahnverbindungen Serbiens werden.

### Belgrad – Pančevo
Die Autobahn von Belgrad nach Pančevo wurde teilweise fertiggestellt und führt als Landstraße weiter bis zur rumänischen Grenze.

### Batočina – Kragujevac
Die Autobahn nach Kragujevac dient als Autobahnverlängerung und Schnellstraße. Kragujevac ist die viertgrößte Stadt Serbiens.